# Список губернаторов Виктории
Губерна́тор Викто́рии (англ. Governor of Victoria) является представителем монарха Австралии (в настоящее время — короля Карла III) в Виктории — втором по численности населения штате Австралии. Губернатор штата назначается монархом Австралии по представлению премьера Виктории.
В настоящее время в компетенцию губернатора Виктории входят такие обязанности, как контроль за выполнением основных положений конституции Виктории, управление Исполнительным советом штата, продление полномочий или роспуск Законодательной ассамблеи, определение повестки выборов, а также назначение министров штата Виктория.
Официальной резиденцией губернатора Виктории является Дом правительства (англ. Government House), построенный в 1872—1876 годах и расположенный в мельбурнском районе Кингс-Домейн. Это здание использовалось губернаторами в качестве резиденции в 1876—1900 годах, а затем, после перерыва, с 1934 года по настоящее время.
Хотя сама должность губернатора Виктории появилась в 1850-х годах, её история восходит к первой половине XIX века. В 1836 году в составе британской колонии Новый Южный Уэльс появилось новое административное образование — округ Порт-Филлип, который был назван в честь одноимённого залива. 3 октября 1839 года руководителем («суперинтендантом») округа Порт-Филлип был назначен Чарльз Ла Троб. 1 июля 1851 года округ был отделён от Нового Южного Уэльса и, таким образом, появилась колония Виктория, первым лейтенант-губернатором которой стал Ла Троб, проработавший на этом посту около трёх лет. В июне 1854 года лейтенант-губернатором колонии был назначен Чарльз Хотэм, а 22 мая 1855 года он же стал и первым губернатором Виктории.
В XIX веке и первой половине XX века большинство губернаторов Виктории были уроженцами Соединённого королевства Великобритании и Ирландии. Первым губернатором, родившимся в Австралии, стал Уильям Ваннек, находившийся на этом посту в 1934—1939 годах, а первым губернатором, родившимся на территории штата Виктория — Генри Уиннеке, занимавший эту должность в 1974—1982 годах. Линда Дессау, работавшая губернатором Виктории в 2015—2023 годах, стала первой женщиной на этом посту.

## Лейтенант-губернаторы
| # | Имя, годы жизни                           | Портрет | Начало       | Окончание   | Примечания          |
| - | ----------------------------------------- | ------- | ------------ | ----------- | ------------------- |
| 1 | Чарльз Ла Троб Charles La Trobe 1801—1875 |         | 1 июля 1851  | 5 мая 1854  | [ 8 ] [ 9 ] [ K 1 ] |
| 2 | Чарльз Хотэм Charles Hotham 1806—1855     |         | 22 июня 1854 | 22 мая 1855 | [ 10 ] [ 11 ]       |

## Губернаторы
| #  | Имя, годы жизни                                          | Портрет | Начало           | Окончание          | Примечания            |
| -- | -------------------------------------------------------- | ------- | ---------------- | ------------------ | --------------------- |
| 1  | Чарльз Хотэм Charles Hotham 1806—1855                    |         | 22 мая 1855      | 31 декабря 1855    | [ 10 ] [ 11 ] [ K 2 ] |
| 2  | Генри Баркли Henry Barkly 1815—1898                      |         | 26 декабря 1856  | 10 сентября 1863   | [ 13 ]                |
| 3  | Чарльз Генри Дарлинг Charles Henry Darling 1809—1870     |         | 11 сентября 1863 | 7 мая 1866         | [ 14 ] [ K 3 ]        |
| 4  | Джон Мэннерс-Саттон John Manners-Sutton 1814—1877        |         | 15 августа 1866  | 2 марта 1873       | [ 16 ]                |
| 5  | Джордж Боуэн George Bowen 1821—1899                      |         | 30 июля 1873     | 22 февраля 1879    | [ 17 ] [ 18 ]         |
| 6  | Джордж Фиппс George Phipps 1819—1890                     |         | 29 апреля 1879   | 18 апреля 1884     | [ 19 ]                |
| 7  | Генри Лок Henry Loch 1827—1900                           |         | 15 июля 1884     | 15 ноября 1889     | [ 20 ]                |
| 8  | Джон Хоуп John Hope 1860—1908                            |         | 28 ноября 1889   | 12 июля 1895       | [ 21 ] [ 22 ]         |
| 9  | Томас Брасси Thomas Brassey 1836—1918                    |         | 25 октября 1895  | 31 марта 1900      | [ 23 ]                |
| 10 | Джордж Кларк George Clarke 1848—1933                     |         | 28 сентября 1901 | 24 ноября 1903     | [ 24 ]                |
| 11 | Реджинальд Толбот Reginald Talbot 1841—1929              |         | 25 апреля 1904   | 6 июля 1908        | [ 25 ]                |
| 12 | Томас Гибсон-Кармайкл Thomas Gibson-Carmichael 1859—1926 |         | 27 июля 1908     | 19 мая 1911        | [ 26 ]                |
| 13 | Джон Фуллер John Fuller 1864—1915                        |         | 24 мая 1911      | 24 ноября 1913     | [ 27 ]                |
| 14 | Артур Стэнли Arthur Stanley 1875—1931                    |         | 23 февраля 1914  | 30 января 1920     | [ 28 ]                |
| 15 | Джордж Роус George Rous 1862—1947                        |         | 24 февраля 1921  | 7 апреля 1926      | [ 29 ]                |
| 16 | Артур Сомерс-Кокс Arthur Somers-Cocks 1887—1944          |         | 28 июня 1926     | 23 июня 1931       | [ 30 ]                |
| 17 | Уильям Ваннек William Vanneck 1883—1969                  |         | 14 мая 1934      | 4 апреля 1939      | [ 5 ]                 |
| 18 | Уинстон Дуган Winston Dugan 1876—1951                    |         | 17 июля 1939     | 20 февраля 1949    | [ 31 ]                |
| 19 | Даллас Брукс Dallas Brooks 1896—1966                     |         | 18 октября 1949  | 7 мая 1963         | [ 32 ]                |
| 20 | Роан Делакомб Rohan Delacombe 1906—1991                  |         | 8 мая 1963       | 31 мая 1974        | [ 33 ]                |
| 21 | Генри Уиннеке Henry Winneke 1908—1985                    |         | 1 июня 1974      | 28 февраля 1982    | [ 6 ]                 |
| 22 | Брайан Марри Brian Murray 1921—1991                      |         | 1 марта 1982     | 3 октября 1985     | [ 34 ]                |
| 23 | Дэвис Маккоуи Davis McCaughey 1914—2005                  |         | 18 февраля 1986  | 22 апреля 1992     | [ 35 ]                |
| 24 | Ричард Макгарви Richard McGarvie 1926—2003               |         | 23 апреля 1992   | 23 апреля 1997     | [ 36 ]                |
| 25 | Джеймс Гоббо James Gobbo 1931—2021                       |         | 24 апреля 1997   | 31 декабря 2000    | [ 37 ]                |
| 26 | Джон Лэнди John Landy 1930—2022                          |         | 1 января 2001    | 7 апреля 2006      | [ 38 ]                |
| 27 | Дэвид де Кретсер David de Kretser род. 1939              |         | 7 апреля 2006    | 7 апреля 2011      | [ 39 ]                |
| 28 | Алекс Чернов Alex Chernov род. 1938                      |         | 8 апреля 2011    | 30 июня 2015       | [ 40 ]                |
| 29 | Линда Дессау Linda Dessau род. 1953                      |         | 1 июля 2015      | 30 июня 2023       | [ 41 ]                |
| 30 | Маргарет Гарднер Margaret Gardner род. 1954              |         | 9 августа 2023   | по настоящее время | [ 42 ]                |

## Комментарии
1. ↑  С 3 октября 1839 года Чарльз Ла Троб был суперинтендантом округа Порт-Филлип[англ.], который в 1851 году был преобразован в колонию Виктория[4].
2. ↑  С января по декабрь 1856 года обязанности администратора исполнял Эдвард Макартур[англ.] (1789—1872)[12].
3. ↑  С мая по август 1866 года обязанности губернатора исполнял Джордж Джексон Кэри[англ.] (1822—1872)[15].